# Sapranthus violaceus
Sapranthus violaceus là loài thực vật có hoa thuộc họ Na. Loài này được (Dunal) Saff. miêu tả khoa học đầu tiên năm 1911.